# Пурин
Пури́н — простейший представитель имидазо[4,5-d]пиримидинов. При нормальных условиях — бесцветные кристаллы, хорошо растворимые в воде, горячем этаноле и бензоле, плохо растворимые в диэтиловом эфире, ацетоне и хлороформе.

## Реакционная способность
Пурин проявляет амфотерные свойства (рКа 2,39 и 9,93), образуя соли с сильными минеральными кислотами и металлами (замещается водород имидазольного цикла).
Для пурина характерна прототропная таутомерия по имидазольному атому водорода, в водных растворах в таутомерном равновесии присутствует смесь 7H- и 9H-таутомеров:
Ацилирование и алкилирование пурина идёт по имидазольным атомам азота. Так, при ацилировании уксусным ангидридом образуется смесь 7- и 9-ацетилпуринов, при алкилировании метилйодидом серебряной соли пурина либо диметилсульфатом в щелочных условиях образуется 9-метилпурин, действие избытка йодистого метила в диметилформамиде ведёт к кватернизации с образованием йодида 7,9-диметилпуриния.
Пурин — электрондефицитная гетероциклическая система, поэтому реакции электрофильного замещения для него нехарактерны. При действии пероксида водорода, подобно пиридину, образует N-оксиды (смесь 1- и 3-оксидов при действии H2O2 в уксусном ангидриде).
При сплавлении с серой при 245 °С тионируется по имидазольному циклу с образованием 8-меркаптопурина.

## Синтез
Впервые пурин был синтезирован Эмилем Фишером из мочевой кислоты 8 замещением кислорода на хлор действием пентахлорида фосфора и дальнейшим восстановлением образовавшегося 2,6,8-трихлорпурина 10:
Благодаря доступности мочевой кислоты метод Фишера сохранил некоторое значение и до настоящего времени, восстановление 2,6,8-трихлорпурина проводится цинковой пылью.
Другим исторически значимым методом является конденсация 3-гидрокси-4,5-диаминопиримидина с безводной муравьиной кислотой {\displaystyle {\ce {HCO2H}}} или с формамидом в инертной атмосфере (вариант синтеза пурина по Траубе). При этом образуется прекурсор пурина — гуанин:
На сегодняшний день, вероятно, наиболее простым и доступным лабораторным методом синтеза пурина является нагревание формамида при 170—190 °C в течение около 30 часов; в этих условиях в реакцию вступает ~30 % формамида, выход по расходу формамида составляет 71 %:
В 1961 году и затем в 1966—1967 годах было показано, что четыре молекулы синильной кислоты тетрамеризуются с образованием диаминомалеодинитрила (формула 12), производными которого являются все встречающиеся в природе биологические соединения пурина. Например, пять молекул сигнильной кислоты экзотермически конденсируются с образованием аденина, особенно в присутствии аммиака.

## Биологическое значение
Производные пурина играют важную роль в химии природных соединений (пуриновые основания ДНК и РНК; является коферментом никотинамидадениндинуклеотида (NAD); входит в состав алкалоидов: кофеина, теофиллина и теобромина; в состав токсинов, сакситоксин и родственные к пурину соединения: мочевая кислота) и, благодаря этому, используется в фармацевтике.
Некоторые биохимические производные пурина приведены на рисунке.

Некоторые производные пурина

Нарушения метаболизма пуриновых оснований в организме могут вызывать заболевание подагрой.